# Lorüns
Lorüns ist eine Gemeinde im Bezirk Bludenz in Vorarlberg, Österreich mit 305 Einwohnern (Stand 1. Jänner 2025).

## Geografie
Der Ort Lorüns liegt knapp vor der Mündung der Alfenz in die Ill in einer Höhe von 583 Meter über dem Meer. Nach Osten steigt das Gemeindegebiet zum Verwall an. Im Osten der Gemeinde liegt der Davennakopf (1708 m). Im Westen liegt der Rätikon mit dem Gavalinakopf (1996 m), der Bludenzer Mittagsspitze (2107 m) und dem Kleinem Valkastiel (2233 m).
Die Gemeinde hat eine Fläche von 8,36 Quadratkilometer. Davon sind 5 Prozent landwirtschaftliche Nutzfläche, 4 Prozent Almen und drei Viertel der Fläche sind bewaldet.

### Nachbargemeinden
| Bludenz | Stallehr                                    | Bludenz               |
| Bürs    | Kompassrose, die auf Nachbargemeinden zeigt |                       |
|         | Vandans                                     | St. Anton im Montafon |

## Geschichte

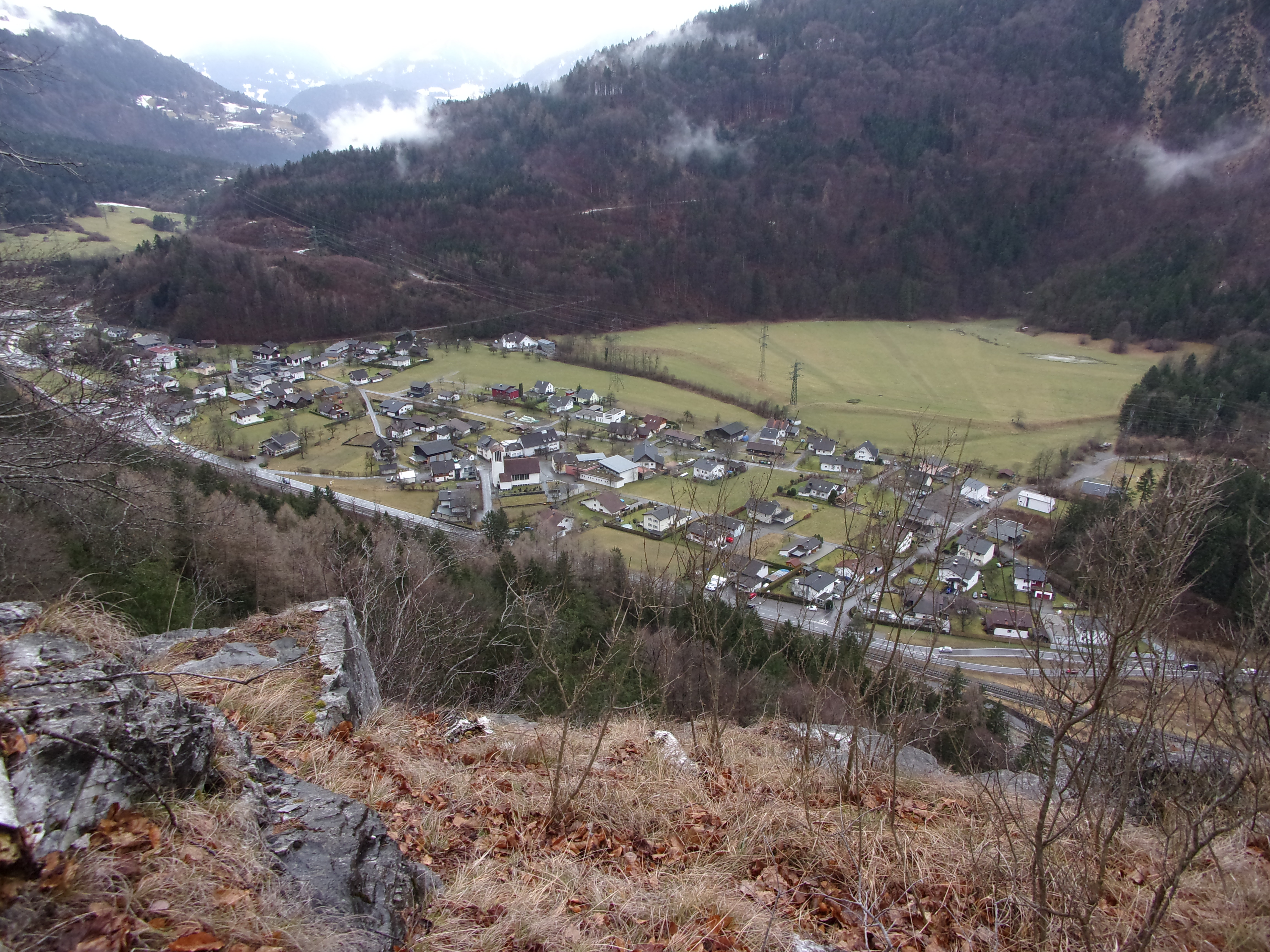
Blick vom Diebsschlößle auf Lorüns und ins Montafon

Die Ebene am Eingang des Montafons war bereits im Mittelalter besiedelt.
In alten Urkunden wurde der Ort 1430 „Aruns“, 1423 „Arüns“, 1442 und 1490 „Laruns“, 1522 „Larüns“ und ab 1630 „Lorüns“ genannt.
Die Habsburger regierten die Orte in Vorarlberg wechselnd von Tirol und Vorderösterreich (Freiburg im Breisgau) aus. Von 1805 bis 1814 gehörte der Ort zu Bayern, dann wieder zu Österreich. Zum österreichischen Bundesland Vorarlberg gehört Lorüns seit der Gründung 1861.
Schon um 1500 stand in Loruns eine Kapelle, die 1820 vergrößert wurde. Das heutige Kirchlein wurde 1956–1960 errichtet und dem Wasserpatron, dem Heiligen Johann Nepomuk geweiht.
Der Ort war 1945 bis 1955 Teil der französischen Besatzungszone in Österreich.

### Bevölkerungsentwicklung
Der Ausländeranteil lag Ende 2002 bei 9,2 Prozent.
In den Jahren von 1981 bis 2001 waren sowohl Geburtenbilanz als auch Wanderungsbilanz positiv. In den Jahren danach nahm die Abwanderung zu, konnte aber durch die Geburtenrate ausgeglichen werden.

## Kultur und Sehenswürdigkeiten

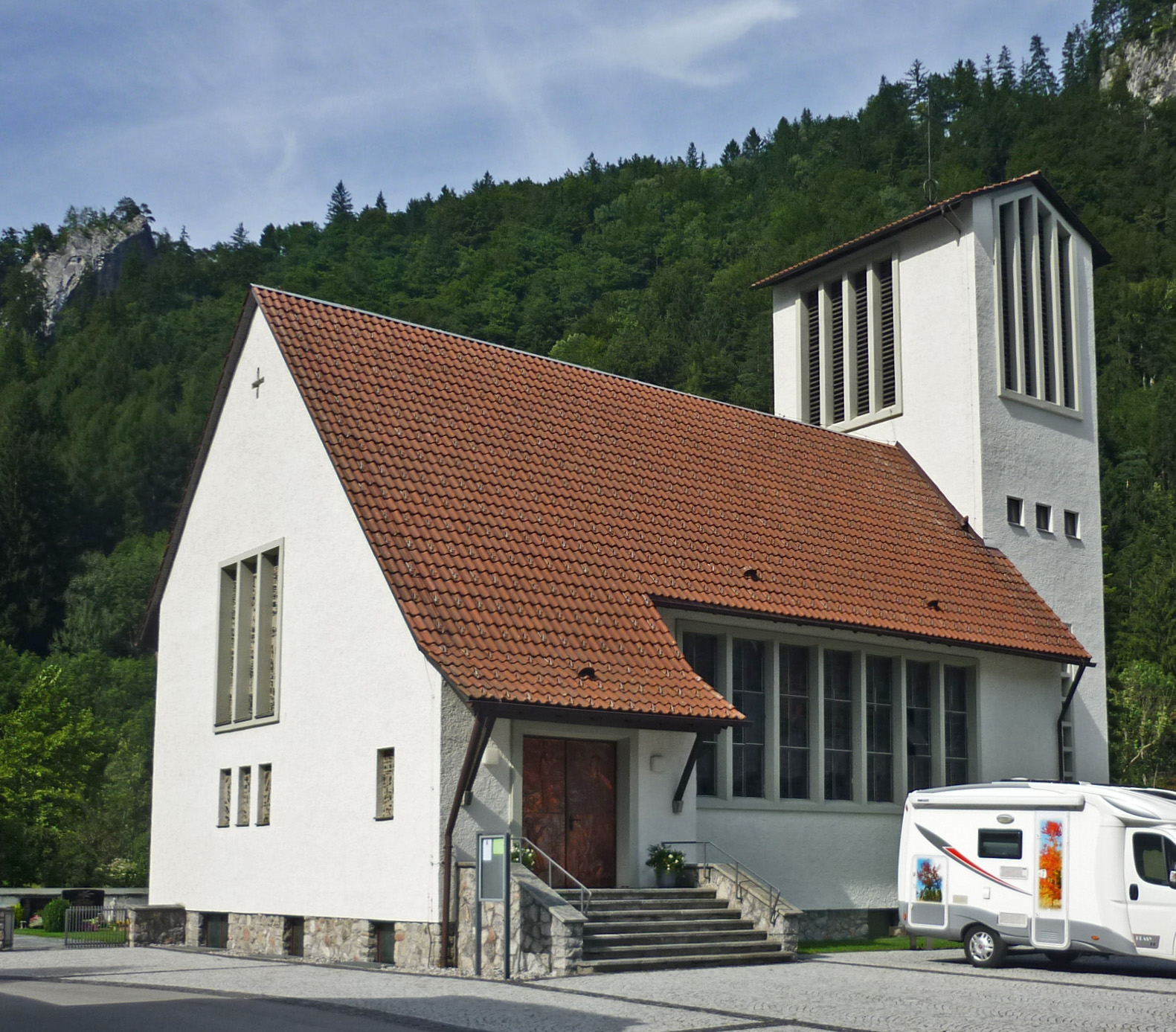
Filialkirche Lorüns

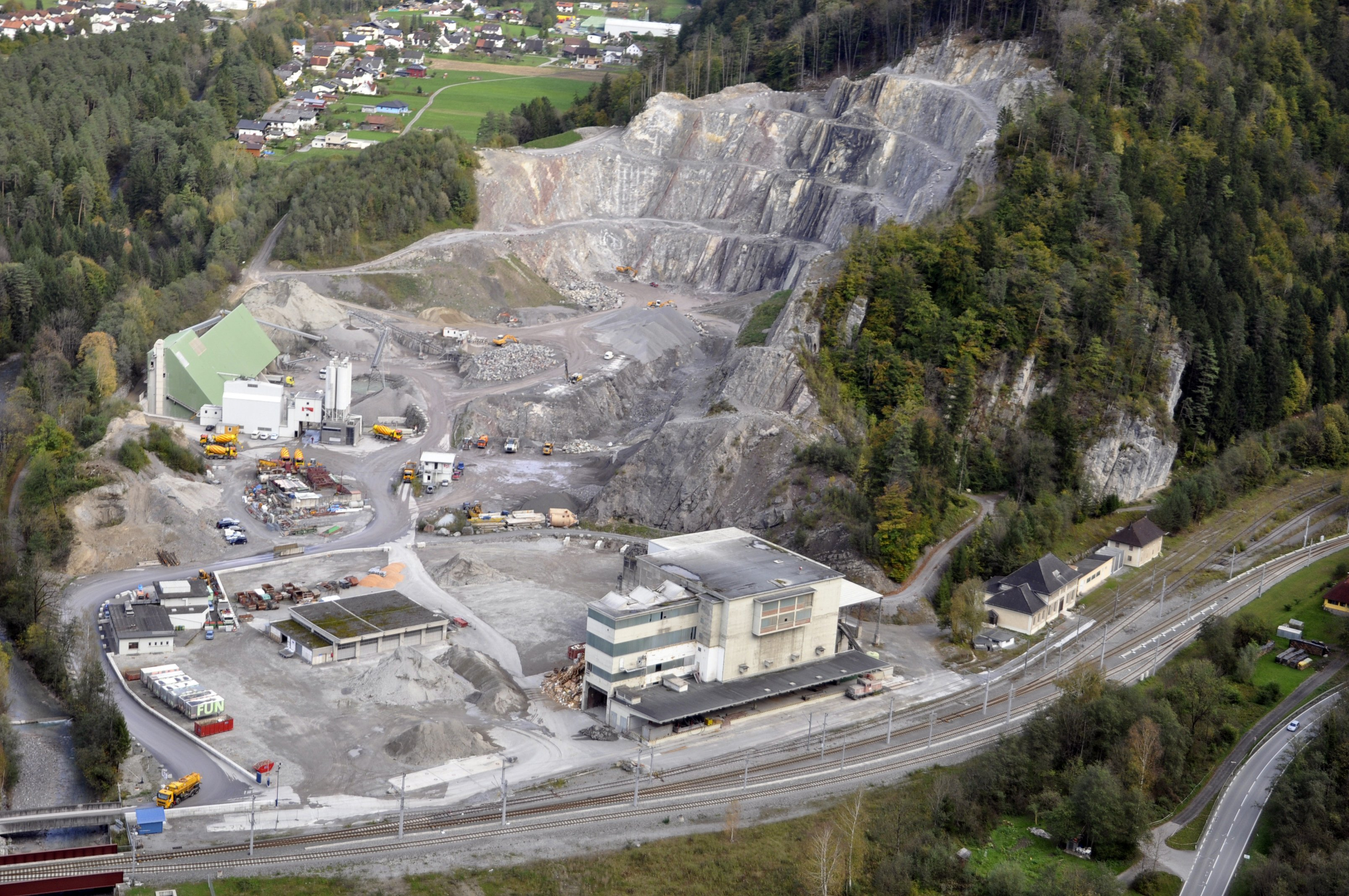
Der Steinbruch Lorüns mit der Montafonerbahn und dem ehemaligen Zementwerk

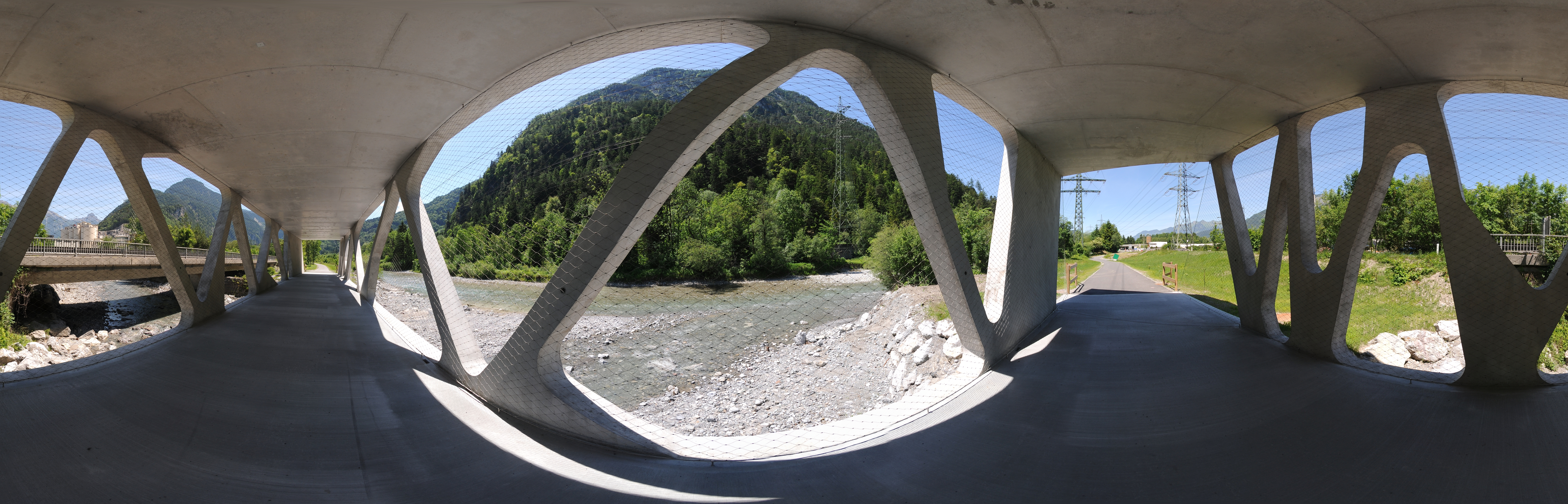
Alfenzbrücke

- Diebsschlössle, eine mittelalterliche Höhenburg.
- Katholische Filialkirche hl. Johannes Nepomuk
- Alfenzbrücke: Die 2010 in außergewöhnlicher Betonbauweise bei Lorüns nach Plänen der Architekten Marte/Marte neu errichtete Brücke über die Alfenz wurde bereits mit mehreren internationalen Architekturpreisen ausgezeichnet.[4][5]

## Wirtschaft und Infrastruktur
In der Vergangenheit waren die Landwirtschaft, die Textilwirtschaft und die Zementerzeugung die wichtigsten Wirtschaftszweige in der Region.

Im Großraum Bludenz war damals die Firma Getzner, Mutter & CIE. der Marktführer und 1889 wurde von Fidel Dörler (1838–1903) in Löruns die Vorarlberger Streichgarn-Spinnerei und Zwirnerei F. Dörler & Cie. gegründet. Hier am linken Ufer der Alfenz wurden aus ungekämmter Wolle Streichgarne hergestellt, bis die Produktion 1897 auf Loden und Wolldecken umgestellt wurde. 1903 wurde der Betrieb nach einigen wirtschaftlich schwierigen Jahren geschlossen und 1907 wurden die Gebäude und das Grundstück der Firma an die Vorarlberger Zementwerke AG verkauft.

Das Zementwerk Lorüns wurde 1906 in Betrieb genommen. 2013 wurde das Unternehmen geschlossen und teilweise abgerissen. Der dazugehörige Steinbruch wird aufgrund des reichlichen Bedarfs an Baumaterial im südlichen Vorarlberg weiter betrieben. In den letzten Jahrzehnten siedelten sich neue Firmen in der Gemeinde an.
Im Jahr 2010 gab es nur noch zwei landwirtschaftliche Betriebe in der Gemeinde, einen Nebenerwerbsbauern und einen Betrieb, der von einer juristischen Person geführt wurde. Im Produktionssektor arbeiteten 6, im Dienstleistungssektor 36 Erwerbstätige (Stand 2011).

### Verkehr
Lorüns ist mit einer Haltestelle an der durch die Montafonerbahn betriebenen Bahnstrecke Bludenz–Schruns an das Eisenbahnnetz angeschlossen.
Das Dorf ist seit Jahrzehnten durch den starken Durchgangsverkehr (ca. 15 000 Kfz/Tag) auf der einzigen öffentlichen Straße ins Montafon stark belastet. Statt an einer früher vorgesehenen Tunnellösung durch den Davennastock wird jetzt an einer oberirdischen, deutlich weniger teuren Umgehungsstraße auf der Nordwestseite der Bahnstrecke, am linken Ufer der Ill geplant. Da der unfallträchtige Alma-Bahnübergang der Landesstraße 188 mit der Montafonerbahn südöstlich des Ortes auf eine amtliche Anordnung hin bis zum Juli 2024 entschärft werden muss, könnte das den Bau der Umfahrungsstraße begünstigen, denn der Durchgangsverkehr bräuchte dann nicht länger über diesen staubegünstigenden Bahnübergang geführt werden. Wo die L 188 die Bahnstrecke anstelle des Alma-Bahnübergangs dann niveaufrei kreuzen wird, ist noch offen.

### Bildung
Am Ort gibt es (Stand: 2020/21) 16 Schüler an der Volksschule. In Lorüns gibt es keinen Kindergarten.

## Politik

### Gemeindevertretung
In Vorarlberg wählen die Bürger alle fünf Jahre die Mitglieder der Gemeindevertretung durch Ankreuzen eines Listen-Wahlvorschlages bzw. durch Mehrheitswahl wenn kein Listenvorschlag vorliegt. Weiters den Bürgermeister durch Ankreuzen eines Wahlvorschlages.
Die Gemeindevertretung wählt in der konstituierenden Sitzung aus ihrer Mitte – sofern keine Wahl durch die Bürger zustande kam – gemäß § 61 Gemeindegesetz einen Bürgermeister und dann einen mindestens dreiköpfigen Gemeindevorstand. Die Zahl dieser „Gemeinderäte“ darf aber gemäß § 55 den vierten Teil der Zahl der Gemeindevertreter nicht übersteigen.
Der Bürgermeister führt den Vorsitz bei den generell öffentlichen Sitzungen der Gemeindevertretung, in denen kommunale Belange besprochen und Beschlüsse gefasst werden. Beobachter haben kein Mitspracherecht und kein Stimmrecht. Die Gemeindevertretung kann nach Bedarf Ausschüsse bestellen. Sitzungen des Gemeindevorstandes und der Ausschüsse sind nicht öffentlich.kann nach Bedarf Ausschüsse bestellen. Sitzungen des Gemeindevorstandes und der Ausschüsse sind nicht öffentlich.

#### Sitzverteilung nach den Wahlen
- Gemeindevertretungswahlen 1985: ÖVP 9.[16]
- Gemeindevertretungswahlen 1990: ÖVP 9.[17]
- Gemeindevertretungswahlen 1995: ÖVP 9.[18]
- Gemeindevertretungswahlen 2000: ÖVP 9.[19]
- Gemeindevertretungswahlen 2005: ÖVP 9.[20]
- Gemeindevertretungswahlen 2010: ÖVP 9.[21]
- Gemeindevertretungswahlen 2015: ÖVP 97, FPÖ 2.[22]
- Gemeindevertretungswahlen 2020: Liste Lorüns 6, Liste Zemma für Lorüns 3.[23]
- Gemeindevertretungswahlen 2025: Zemma für Lorüns 9.[24]

### Bürgermeister
- 1945–1966 Josef Batlogg[25]

- 1966–1990 Otto Ladner[25]

- 1990–2020 Lothar Ladner (ÖVP)[25][26]

- seit 2020 Andreas Batlogg (Zemma)[27]

### Wappen
Blasonierung: In Blau ein silberner Wellenbalken, begleitet oben von einer goldenen Sonne, unten von zwei goldenen sechsstrahligen Sternen.
Das Wappen wurde Lorüns im Jahr 1967 von der Vorarlberger Landesregierung verliehen. Das Wappenbild ist dem Wappen der mittelalterlichen Familie der Arünser entnommen, welches ins 15. Jahrhundert zurückgreift.
Bis Anfang des 17. Jahrhunderts hat sich der Ortsname Arüns erhalten, ebenso haben sich die Familien „von Arüns“ bezeichnet. Mit der Umänderung des Ortsnamens von „Arüns“ in „Lorüns“ hat auch der Familienname sich entsprechend gewandelt. In der Tat ist das Wappen derer von Arüns und der späteren Lorünser identisch.
Dieses alte Wappen ist nicht von der Art der meisten Familienwappen, die gewöhnlich eine Eigentümlichkeit des Trägers andeuten. Das Wappen derer von Arüns bezeichnet vielmehr den Ort.
Schon Friedrich Wilhelm Lorinser schreibt 1868, dass im Wappen der Illfluss gezeicht ist, der von Mittag (Sonne – Süden) nach Mitternacht (Sterne – Norden) fließt. Herr Dr. Bilgeri schreibt dazu: „Es liegt also ein echtes Ortswappen von nicht alltäglichem Alter vor.“
(Originaltext aus dem Ansuchens um die Verleihung)

## Persönlichkeiten

### Ehrenbürger der Gemeinde
- Martin Thurnher (1844–1922), Lehrer und Politiker (CSP)
- Otto Ladner, Altbürgermeister